# 北京师范大学珠海分校中国经济特区立法研究所
北京师范大学珠海分校中国经济特区立法研究所是北京师范大学珠海分校的下属研究机构，依托北京师范大学珠海分校法律与行政学院管理，创立于2009年，现任所长为于风政教授。创立时是全国高校中唯一一个经济特区立法研究机构。

## 研究团队
| 学术委员会主席 - 杜钢建教授：汕头大学法学院院长。 | 所长 - 于风政教授：北师大珠海分校法律与行政学院院长。 |

| 客座研究员 - 崔卓兰教授：华南师范大学法学院院长。 - 慕亚平教授：中山大学法学院教员。 - 崔峰博士：广东省律师协会副会长。 - 吴友明博士：珠海市律师协会会长。 | 研究员 - 范时杰博士：北师大珠海分校法律与行政学院教员。 - 刘志博士：北师大珠海分校法律与行政学院教员。 - 刘彬博士：北师大珠海分校法律与行政学院教员。 |

## 研究成果
2009年5月，研究所在所长于风政教授的主持下完成题为《关于设立“珠海高等教育改革特别试验区”，利用澳门大学搬迁横琴的契机，推动珠三角地区高等教育改革与创新的研究报告》之研究课题，并据此向珠海市政府有关单位及其上级领导单位建议成立“珠海高等教育改革特别试验区”（即“珠海高等教育特区”）。

## 学术活动
2009年7月，研究所主持召开主题为“澳大横琴校区问题与珠澳合作”的座谈会。座谈会指出全国人大常委会关于授权澳门特别行政区对澳門大學横琴新校区实施管辖的各项决定，超越了全国人大常委会的权限，不符合 “一国两制”的原则和澳门特别行政区基本法，不利于建立平等合作、团结和谐的粤澳关系。

2009年4月，研究所主持召开名为“珠海横琴岛开发中的法律问题”之学术研讨会，并邀请国内及港澳十余所高校之法学学者参加，共同研讨横琴岛开发与澳门大学整体迁往横琴岛中的法律适用问题。